# Biżowci (obwód Wielkie Tyrnowo)
Biżowci (bułg. Бижовци) – wieś w Bułgarii, w obwodzie Wielkie Tyrnowo, w gminie Wielkie Tyrnowo. Wieś wymarła.